# Municipalité

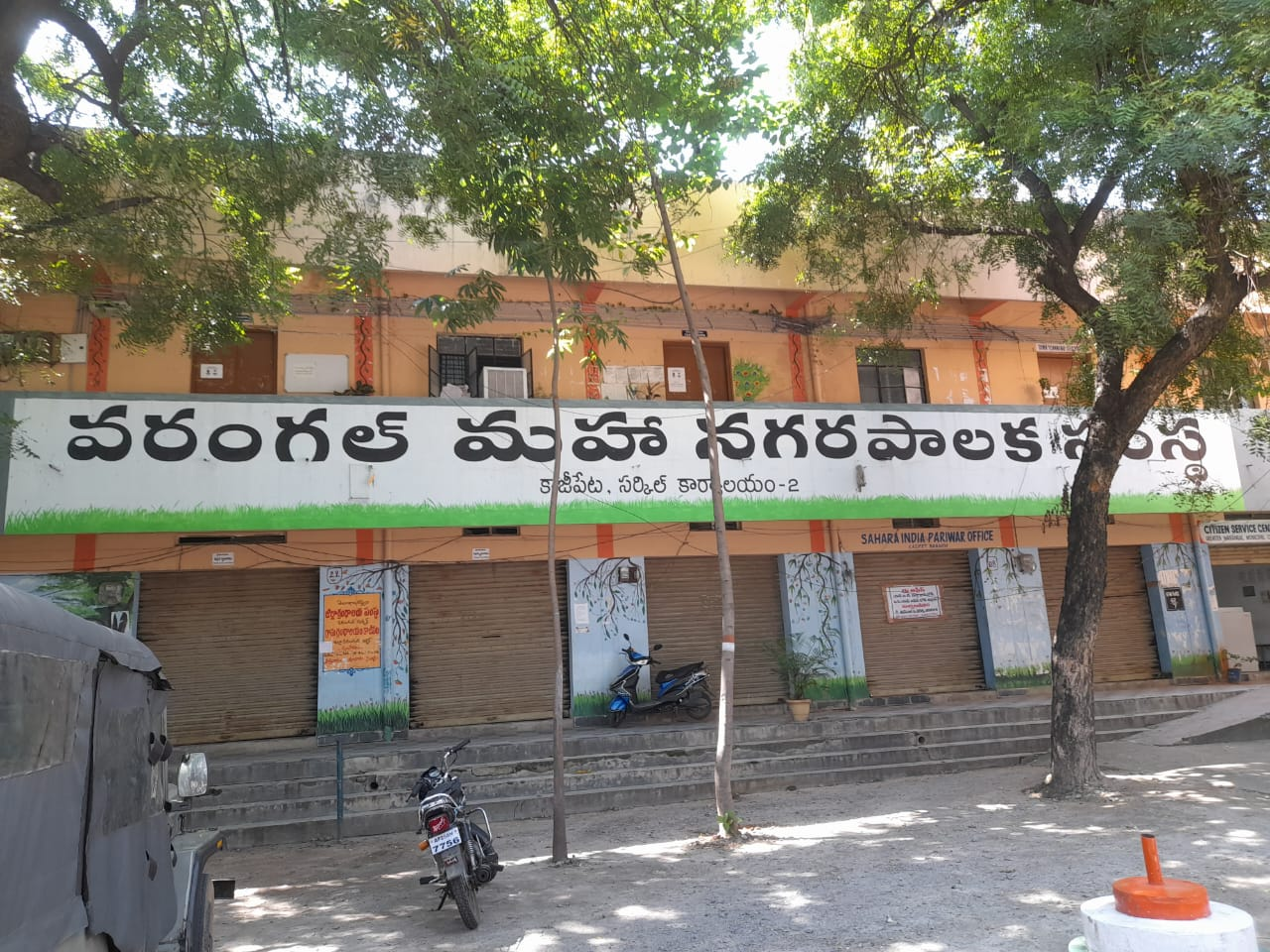
Bureau municipal de Warangal en Inde.

Une municipalité est l'administration territoriale d'une entité de type communal qui peut inclure une seule ville ou plusieurs agglomérations (villages, hameaux, lieux-dits, etc). Le terme peut également désigner le territoire sur lequel s'exerce cette administration,.
L'organisation, les compétences ou la taille du territoire des municipalités varient d'un pays à l'autre. Elles peuvent porter différents noms :
- en France ou en Suisse, la municipalité est soit l'ensemble des élus soit l'organe exécutif de la commune ;
- le mot désigne également des communes en Allemagne, Belgique et Autriche (Gemeinde), aux Pays-Bas (gemeente), en Suède (kommuner), etc. ;
- au Canada, les municipalités peuvent être des cités (city), villes (town), paroisses (parish), comtés (county), cantons (township), etc. ; au Québec (province francophone), une distinction est faite entre municipalités locales et municipalités régionales de comtés ;
- dans les pays hispanophones, il s'agit d'ayuntamiento, de municipio (par exemple, les municipalités du Mexique, ou de comuna) ;
- dans les pays anglophones, il s'agit de municipalité (municipality), gouvernement local (local government), zone d'administration locale (Local Government Area), etc.

Dans certains pays, l'ensemble du territoire relève d'une municipalité. Dans d'autres, certaines zones généralement peu peuplées ne relèvent d'aucune municipalité.

## Afrique du Sud
- Municipalité métropolitaine
- Municipalité locale

## Canada
Actuellement, en 2020, il demeure difficile pour les municipalités de prendre leur place comme palier décisionnel afin de devenir un lieu dont la démocratie citoyenne est imparable. Ces dernières doivent contribuer au développement économique, à l’attractivité, à la qualité de vie et à la préservation des milieux naturels. C'est pourquoi les municipalités prennent de plus en plus d'ampleur au sein des sociétés. Il est devenu important de réévaluer les processus démocratiques par laquelle les décisions étaient présentées à la population. Ainsi, ils ont désormais une portée significative pour les citoyens. ( Beaudin, Proulx, 2020)
- Liste des municipalités du Québec

## États-Unis
Une municipalité désigne aux États-Unis une ville, un village ou un borough (arrondissement) autogouverné et habilité à percevoir des impôts auprès de ses habitants. Ces localités sont régies par une corporation municipale, constituant une personne morale. Le régime juridique de la corporation municipale est cependant utilisé par d'autres types d'administrations territoriales comme les comtés. Le territoire des États-Unis, moins densément peuplé que d'autres pays, n'est pas entièrement maillé en municipalités.

## France
Dans le contexte de cet article, la subdivision française concernée est la commune.
Le mot français « municipalité » désigne l'organisation et la gestion de la « commune ». Plus précisément, il désigne la partie exécutive du conseil municipal, c'est-à-dire le maire et les officiers d'état civil (adjoints au maire et conseillers municipaux délégués). Par glissement métonymique, le terme peut aussi désigner le territoire communal ainsi administré, voire  une petite ville ; il rejoint alors le sens général de cet article.
Sous la Révolution, les communes ont été regroupées en municipalités de 1795 à 1799.

## Maroc
Au Maroc, le terme de « municipalité » correspond à celui de « commune urbaine ».

## Mexique
Les municipalités mexicaines s’appellent des municipios.
- Liste des municipalités d'Aguascalientes
- Liste des municipalités du Campeche
- Liste des municipalités du Chiapas
- Liste des municipalités du Morelos
- Liste des municipalités de Quintana Roo
- Liste des municipalités du Tabasco
- Liste des municipalités du Yucatan

## Portugal
Le terme de « municipalité » (Município, appelé concelho avant la constitution de 1976) désigne au Portugal l'échelon administratif intermédiaire entre la « paroisse civile » (Freguesia) et le « district » (Distrito). Il y en a actuellement 308.

## Roumanie
Une municipalité (municipiu en roumain) est utilisé pour désigner Bucarest en roumain: Municipiul Bucuresti - le « l » à la fin signifiant « le ». C'est une grande ville, ayant un rôle économique, social, politique et culturel important. Les municipalités font partie d'un Județ au même titre que les villes et les communes. Seule exception : le Municipe de Bucarest, qui se trouve au même niveau administratif que les Județe.
Cette municipalité se trouve dans le județ Ilfov depuis 1997 mais compte toujours comme subdivision administrative indépendante de tout județ. Avant 1997 la région entourant Bucarest était contrôlé par la municipalité, mais depuis la création du județ Ilfov, cette région est désormais indépendante de la municipalité  de Bucarest.
Județ est une division administrative roumaine (du latin judicium - juge). Voir Județe de Roumanie.

## Slovénie
La subdivision administrative de Slovénie correspondant peu ou prou à une municipalité en France s'appelle Občina.
En 2019, la Slovénie est divisée administrativement en 212 municipalités , dont 11 ont un statut de municipalité urbaine.

## Suisse
La Municipalité est le nom de l'exécutif communal dans le canton de Vaud. Dans d'autres cantons, on trouve le conseil municipal qui peut être exécutif ou législatif, voir Conseil municipal (Suisse) .